# Asota persecta
Asota persecta är en fjärilsart som beskrevs av Butler 1875. Asota persecta ingår i släktet Asota och familjen nattflyn. Inga underarter finns listade i Catalogue of Life.